# Hon stod i rök och damm
Hon stod i rök och damm (engelska: The Fuller Brush Girl) är en amerikansk komedifilm från 1950 i regi av Lloyd Bacon, med Lucille Ball i huvudrollen. Filmen hade svensk premiär den 19 februari 1951. Detta är en uppföljare till Borsta mig på ryggen från 1948.

## Rollista
| Lucille Ball     | – Sally Elliot    |
| Eddie Albert     | – Humphrey Briggs |
| Carl Benton Reid | – Mr. Christy     |
| Gale Robbins     | – Ruby Rawlings   |
| Jeff Donnell     | – Jane Bixby      |
| Jerome Cowan     | – Harvey Simpson  |
| John Litel       | – Mr. Watkins     |
| Fred Graham      | – Rocky Mitchell  |
| Lee Patrick      | – Claire Simpson  |
| Arthur Space     | – Insp. Rodgers   |